# Кнессет 14-го созыва
Кнессет 14-го созыва (ивр. הכנסת הארבע עשרה‎) — парламент Государства Израиль, действовавший в период с 17 июня 1996 года по 7 июня 1999 года. Кнессет 14-го созыва функционировал 2 года, 11 месяцев и 21 день.

## Результаты выборов
Результаты приводятся по данным сайта кнессета
Выборы состоялись 29 мая 1996 года.
Количество избирателей: 3 933 250
Общее количество учтённых голосов: 2 973 580
При электоральном барьере в 1,5 % место в кнессете было эквивалентно 44 604 поданным голосам.
Количество голосов за парламентское место: 24 779
| Фракция                          | Количество учтённых голосов | Голоса избирателей в процентном соотношении | Количество мандатов |
| -------------------------------- | --------------------------- | ------------------------------------------- | ------------------- |
| «Ха-Авода»                       | 818 741                     | 27,5                                        | 34                  |
| «Ликуд — Гешер — Цомет»          | 767 401                     | 25,8                                        | 32                  |
| «ШАС»                            | 259 796                     | 8,7                                         | 10                  |
| «Религиозно-национальная партия» | 240 271                     | 8,1                                         | 9                   |
| «Мерец»                          | 226 275                     | 7,5                                         | 9                   |
| «Исраэль ба-Алия»                | 174 994                     | 5,8                                         | 7                   |
| «Хадаш — Балад»                  | 129 455                     | 4,4                                         | 5                   |
| «Яадут ха-Тора»                  | 98 657                      | 3,3                                         | 4                   |
| «Третий путь»                    | 96 474                      | 3,2                                         | 4                   |
| «Мада — РААМ»                    | 89 514                      | 3,0                                         | 4                   |
| «Моледет»                        | 72 002                      | 2,4                                         | 2                   |

## Состав фракций
Состав фракций приводится по данным сайта кнессета
Численный состав фракций не соответствует количеству мандатов полученных на выборах, так как некоторые депутаты не находились в текущем кнессете полный срок из-за ротации, смены должностей, переходов, объединений и пр.
| Фракция                                      | Количество мандатов | Количество парламентских мест под конец сессии |
| -------------------------------------------- | ------------------- | ---------------------------------------------- |
| «Ха-Авода»                                   | 34                  | 29                                             |
| «Ликуд — Гешер — Цомет»                      | 32                  | 19                                             |
| «ШАС»                                        | 10                  | 10                                             |
| «Религиозно-национальная партия»             | 9                   | 7                                              |
| «Мерец»                                      | 9                   | 7                                              |
| «Исраэль ба-Алия»                            | 7                   | 5                                              |
| «Демократический фронт за мир и равноправие» | 5                   | 3                                              |
| «Яадут ха-Тора»                              | 4                   | 3                                              |
| «Третий путь»                                | 4                   | 4                                              |
| «Мада - РААМ»                                | 4                   | 4                                              |
| «Моледет»                                    | 2                   | 3                                              |
| «Израиль в центре»                           | 0                   | 5                                              |
| «Херут»                                      | 0                   | 3                                              |
| «Гешер»                                      | 0                   | 3                                              |
| «Ам Эхад»                                    | 0                   | 3                                              |
| «Цомет»                                      | 0                   | 2                                              |
| «Ткума»                                      | 0                   | 2                                              |
| «Алия – наш народ за новый Израиль»          | 0                   | 2                                              |
| «Шинуй – Партия центра»                      | 0                   | 2                                              |
| «Национально - демократический союз»         | 0                   | 2                                              |
| «Дегель ха-Тора»                             | 0                   | 1                                              |
| Независимый член кнессета Давид Цукер        | 0                   | 1                                              |
| Независимый член кнессета Эммануэль Зисман   | 0                   | 1                                              |

## История

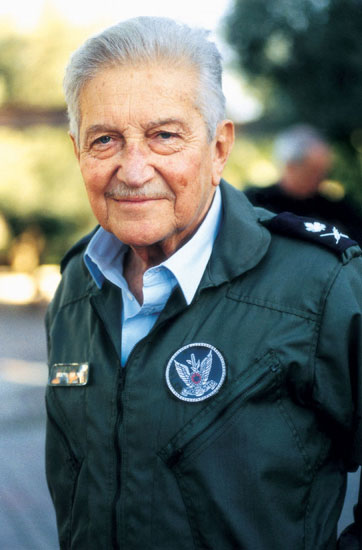
Эзер Вейцман — президент Израиля, переизбранный на второй срок кнессетом четырнадцатого созыва

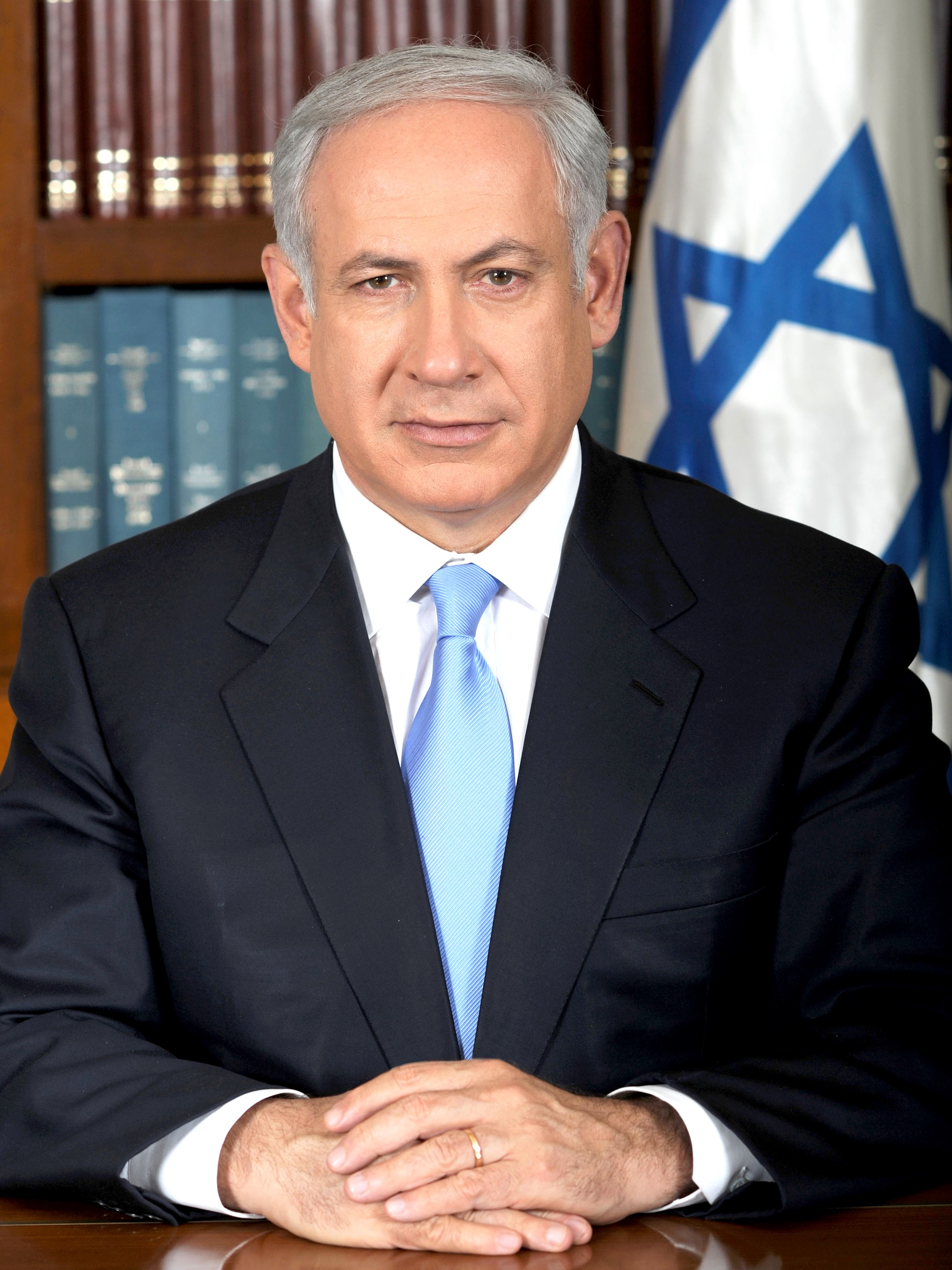
Биньямин Нетаньяху — премьер-министр Израиля при 27-м правительстве

Первое заседание прошло 17 июня 1996 года

Председатель кнессета: Дан Тихон

Заместители председателя Кнессета: Шмарьяху Бен-Цур, Шевах Вайс, Йегуда Ланкри, Ноаф Масальха, Эфи Ошайя, Моше Пелед, Салах Салим, Давид Таль, Номи Хазан, Меир Шитрит, Рафаэль Эдри

Секретарь: Шмуэль Якубсон, Арье Хан

## Наиболее важные законы, принятые Кнессетом 14-го созыва
- Закон о центре увековечения памяти Ицхака Рабина, 1997 год
- Закон о предотвращении сексуальных домогательств, 1998 год
- Закон об Управлении по продвижению статуса женщины, 1998 год
- Закон об увековечении памяти Менахема Бегина, 1998 год
- Закон о поощрении песен на иврите (законопоправки), 1998 год
- Закон о запрете генетического вмешательства (клонирование людей и генетические изменения в клетках размножения), 1999 год
- Закон о кино, 1999 год